# Hergla
Hergla (arabe : هرڨلة) est une ville côtière du golfe d'Hammamet située à une vingtaine de kilomètres au nord de Sousse et rattachée au gouvernorat de Sousse.

## Histoire
Dans l'Antiquité, le site d'Horrea Caelia, dont le nom actuel est dérivé, est une importante ville,, peut-être également appelée Heraklium, dont il reste aujourd'hui peu de ruines. Les Romains, qui fondent la ville, trouvent dans ce port tranquille une retraite assurée pour leurs vaisseaux. Les navires transbordent d'abondantes cargaisons depuis les entrepôts (latin : Horrea) de céréales, établis par la famille Caelia, pour drainer à la côte les récoltes de la riche province de Byzacène. Aux premiers temps du christianisme, la ville devient le siège d'un important évêché emporté plus tard par l'invasion vandale et les persécutions religieuses.
En 297, Horrea Caelia se situe entre les territoires de la Zeugitane et le Byzacène. Au VIe siècle, les Byzantins établissent une solide forteresse au sommet de la colline. Quand les Arabes envahissent à leur tour le pays, pour punir la ville de sa résistance, ils la détruisent complètement et en exterminent tous les habitants. Plus tard, le village redevient prospère grâce à ses cultures.
En 1856, l'archéologue Charles-Joseph Tissot (1828-1884) visite la localité en mentionnant l'existence du Castrum d'Horrea dont les pierres de grands appareils qui forment le revêtement des murailles sont utilisées pour la construction du pont d'Halk El Menzel. Dès 1882, l'architecte Henri Saladin (1851-1923) effectue des relevés en mentionnant la présence de mosaïques et de grandes amphores antiques similaires à celles présentes dans la grande salle des thermes de Stabies à Pompéi (Italie). Au sein du village, il indique le visuel de nombreux fragments de colonnes ou des pierres de grand appareil, quelques inscriptions, des ruines de murs de fortifications de l'époque byzantine, un mur avec un fragment de marbre blanc représentant deux paons buvant dans un vase, des éléments de rinceaux et une croix. Publié l'année suivante, le spécialiste d'épigraphie latine René Cagnat (1852-1937) mentionne l'une des inscriptions : Danaciae Quartillae Aurelianae, c(larissimae) f(eminae).
En 1927, une excursion menée par la Société archéologique de Sousse mentionne des traces de carrières romaines dans la falaise, des constructions antiques rongées par la mer, des souterrains ayant servi de magasins et découvre quelques inscriptions puis une statue d'homme drapé, qui est envoyée au musée national du Bardo.
En 1969, les vestiges romains d'un complexe entrepôt, d'une superficie de 4 200 m2, sont mises au jour par l'Institut national du patrimoine (Tunisie). À partir de 1998, d'autres études sont menées par les missions archéologiques du ministère français des Affaires étrangères et d'un programme blanc de recherches sur les entrepôts dans le monde gréco-romain antique soutenu par l'Agence nationale de la recherche (France).
En 2021, le ministre du Tourisme et des Affaires culturelles par intérim, Habib Ammar, demande une préparation immédiate de l'inclusion d'Hergla parmi les municipalités touristiques du pays et ainsi de mettre en œuvre des projets de tourisme alternatif, à l'instar de la maison d'hôtes Dar Hergla.

## Politique et administration
| Période                                  | Période  | Identité     | Étiquette    | Qualité |
| ---------------------------------------- | -------- | ------------ | ------------ | ------- |
| Les données manquantes sont à compléter. |          |              |              |         |
| juin 2018                                | En cours | Leila Mourad | Nidaa Tounes |         |

## Démographie
En 2004, le recensement de la population de la municipalité est de 6 332 personnes. En 2014, sa population compte 7 419 habitants.

## Économie
Ses activités économiques traditionnelles sont la pêche, l'artisanat (poterie et travail de l'alfa) et le tourisme. Située le long d'une longue plage de sable, elle est au centre d'un important projet de station touristique de 30 000 lits comprenant un village de vacances, un port de plaisance, une cité lacustre et un terrain de golf intégré dans une forêt de 1 200 hectares.

## Culture

### Édifices religieux
C'est aussi un petit centre religieux organisé autour du tombeau de Sidi Bou Mendel qui est, selon la tradition locale, un saint homme originaire du Maroc et qui se serait installé dans la région de retour d'un pèlerinage à La Mecque au XIIIe siècle ; la principale mosquée de la ville porte son nom.

### Cinéma
Depuis 2005, l'Association culturelle Afrique Méditerranée organise chaque été les Rencontres cinématographiques de Hergla. Des soirées de projections de films et des concerts de musique sont donnés dans une huilerie et des ateliers de formation, débats et expositions ont lieu à la Maison de la culture de Hergla. Des artistes de renommée internationale y ont participé, comme Sotigui Kouyaté, Mohammad Bakri, Nouri Bouzid, Wasis Diop et Afel Bocoum.

## Galerie

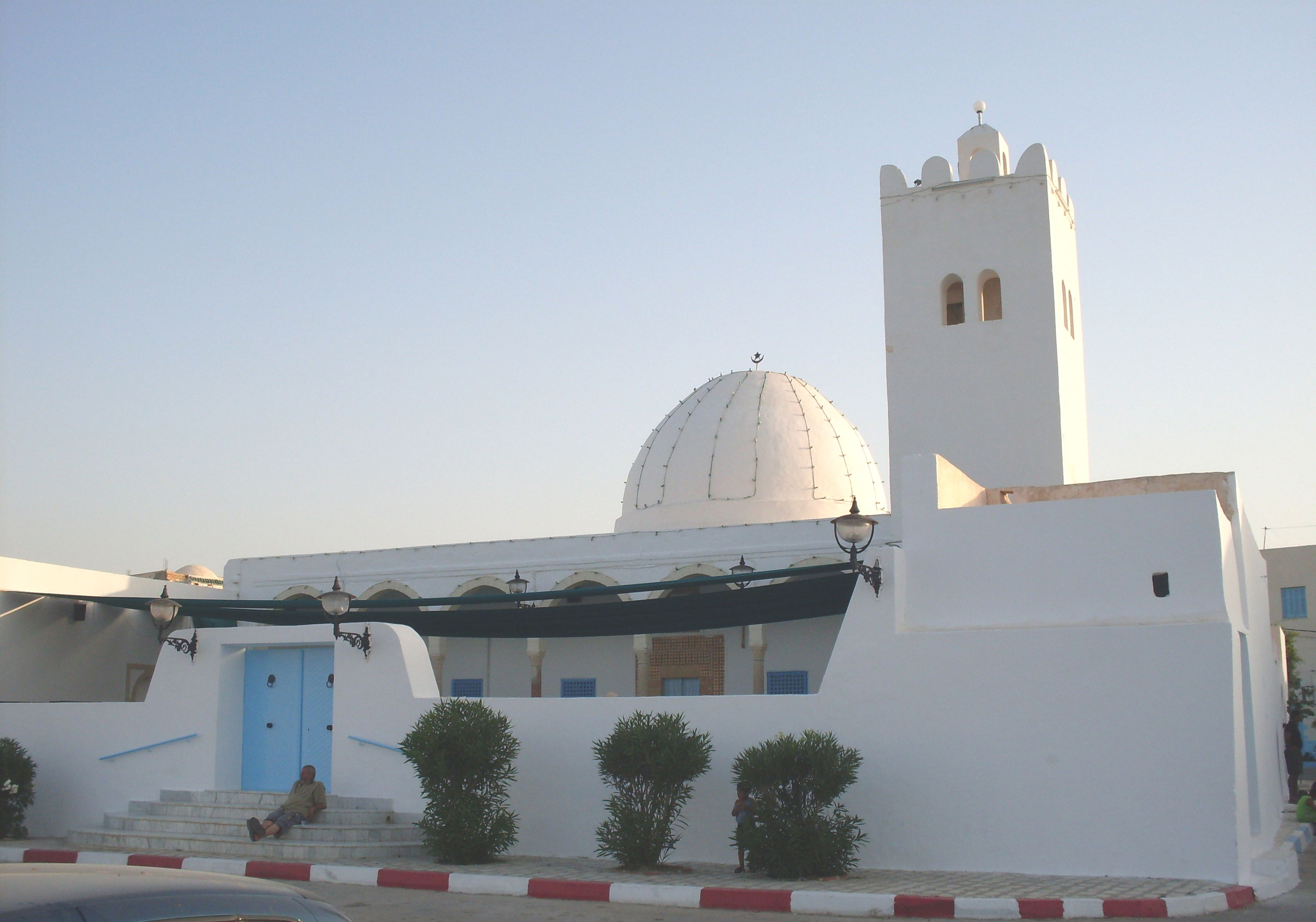
Vue de la principale mosquée.
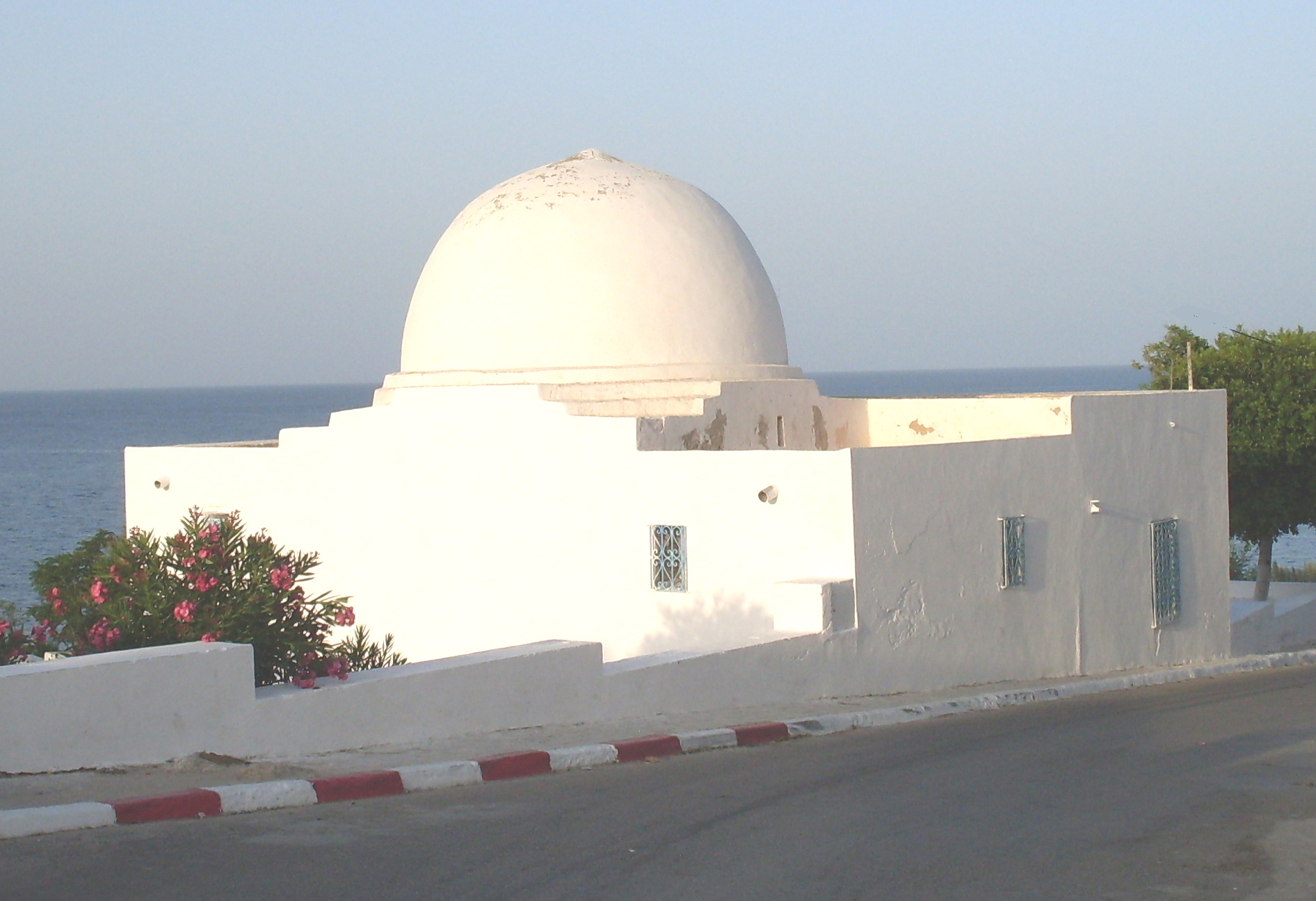
Vue d'une zaouïa.
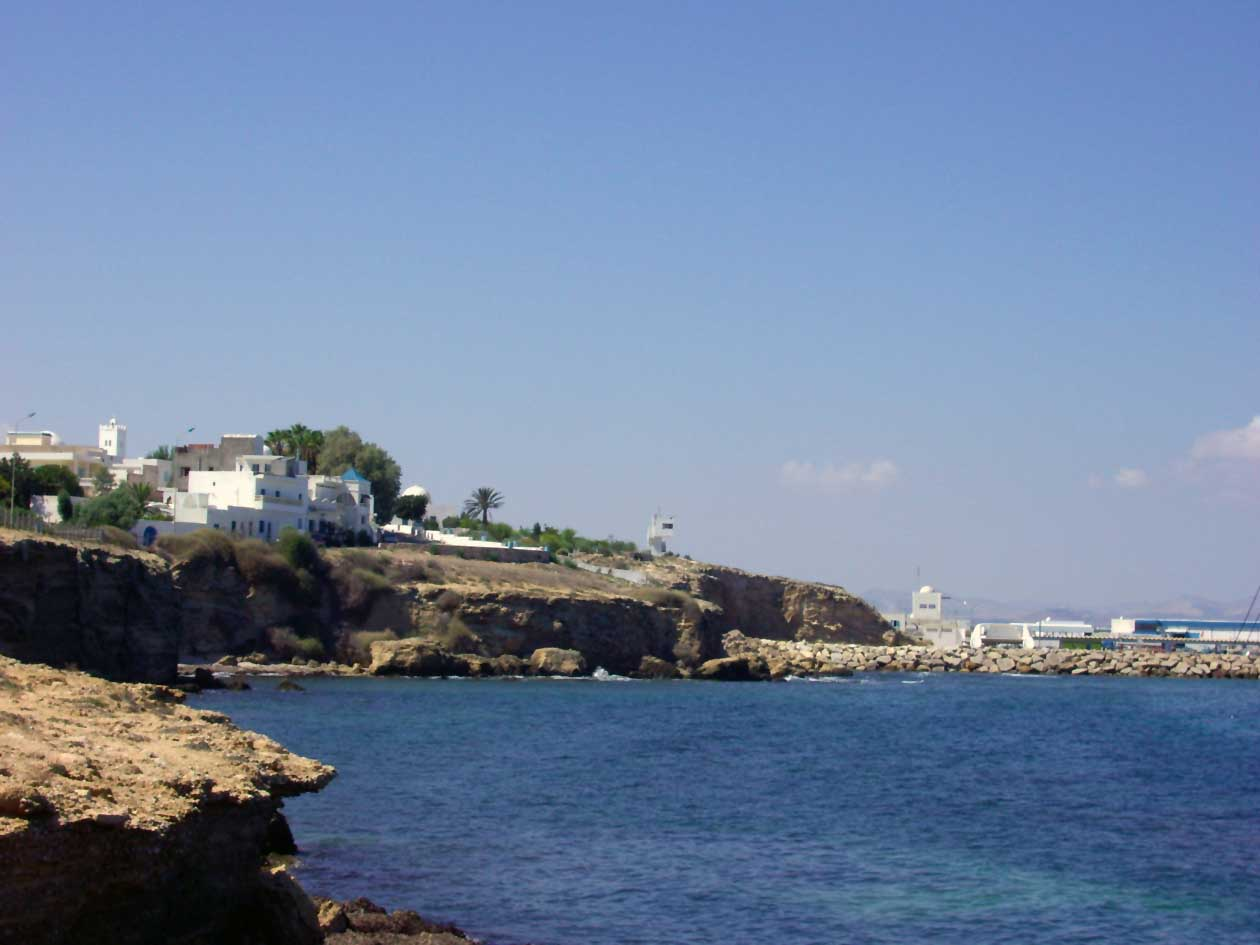
Vue sur la falaise et le port.
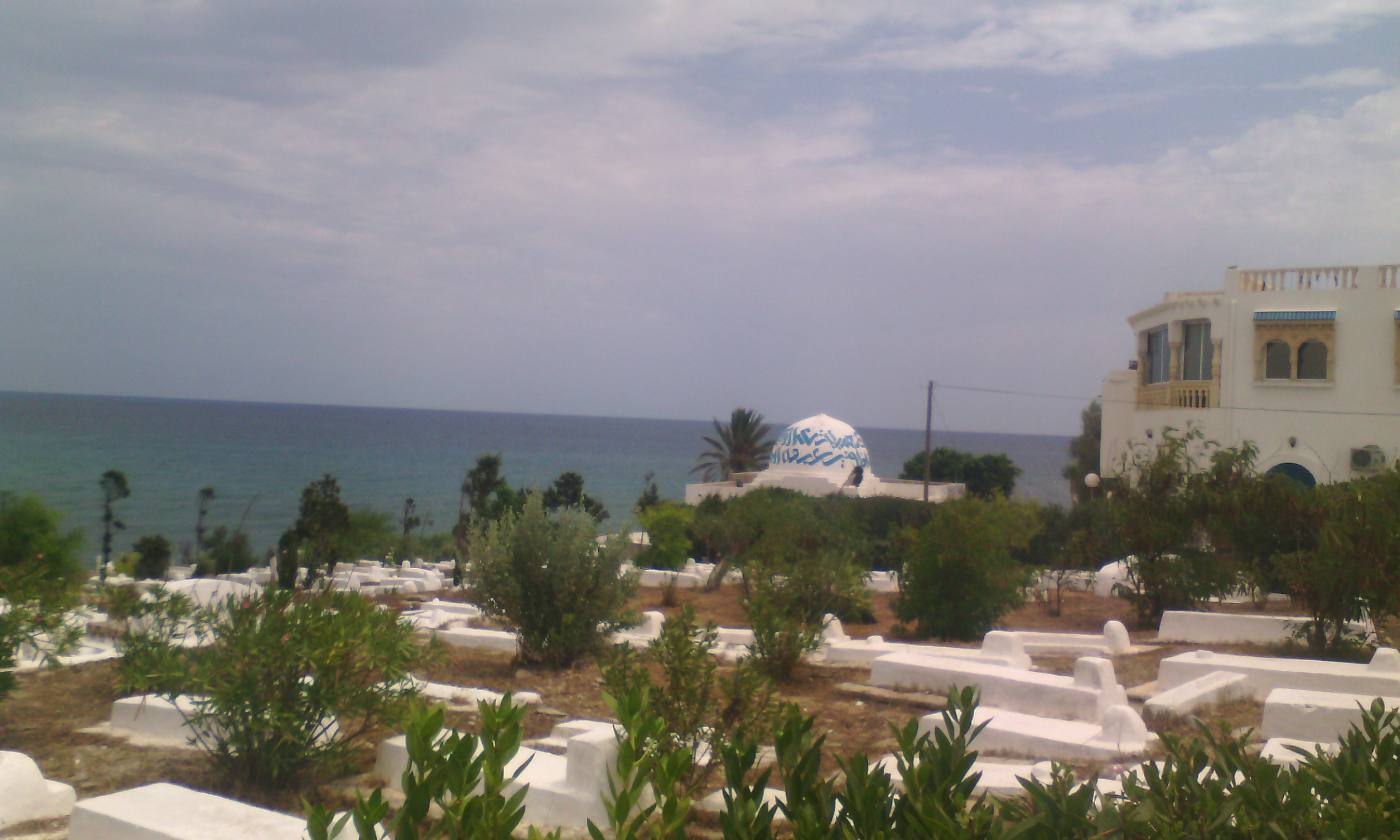
Vue partielle du cimetière donnant sur la mer.
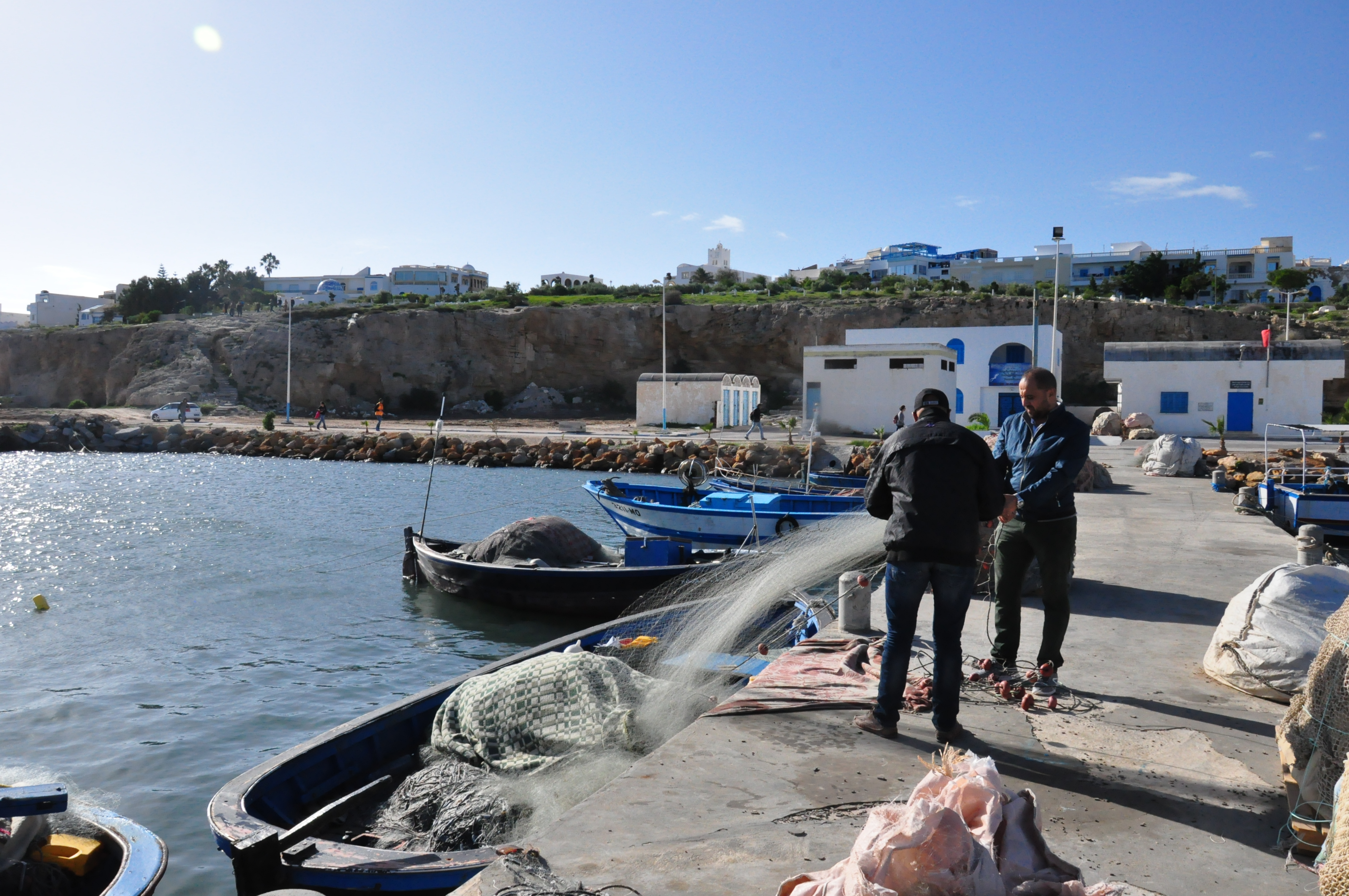
Vue des pécheurs sur le port.
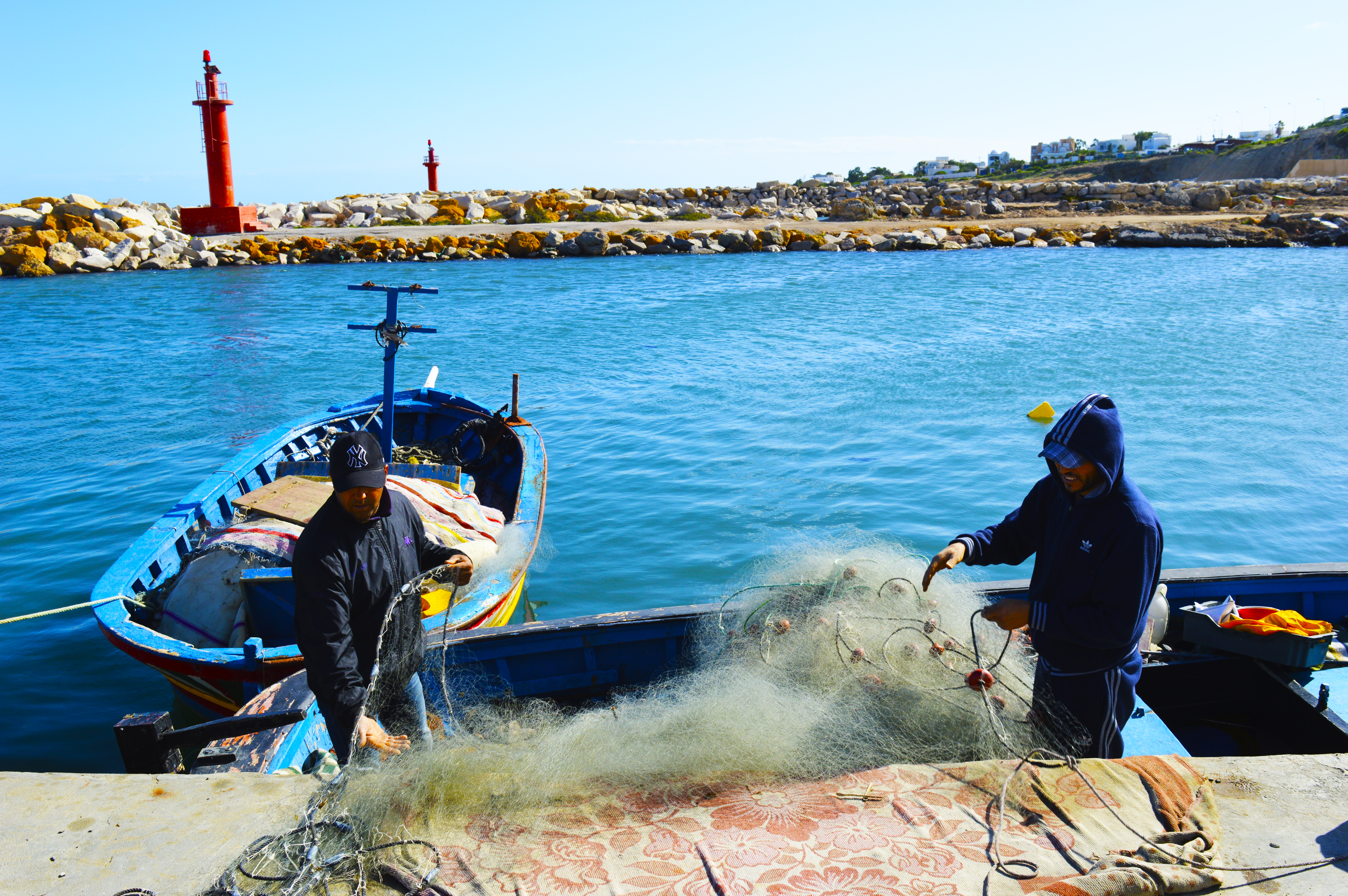
Vue du port et des pêcheurs.